# Simon Špilak
Simon Špilak, född 23 juni 1986, är en slovensk före detta tävlingscyklist.
Špilak tävlade i två grenar för Slovenien vid olympiska sommarspelen 2008 i Peking. Han slutade på 28:e plats i herrarnas tempolopp och lyckades inte fullfölja linjeloppet efter en krasch med Vladimir Miholjević.
Vid olympiska sommarspelen 2016 i Rio de Janeiro slutade Špilak på 57:e plats i herrarnas linjelopp. Efter säsongen 2019 avslutade han sin cykelkarriär.

## Stall
- KRKA–Adria Mobil (2005–2007)
- Lampre (2008–2011)
- Team Katusha (2012–2019)